# اندیس آنومالی کراه ۳
آنومالی کراه ۳ یک اندیس فلزی است که در حوالی شهر سبزواران استان کرمان قرار دارد و مادهٔ معدنی موجود در آن، طلا است.  